# Олне су Боа
Олне су Боа (фр. Aulnay-sous-Bois) је насељено место у Француској у Париском региону, у департману Сена Сен Дени.
По подацима из 2006. године број становника у месту је био 81.600.

## Демографија
| 1962.  | 1968.  | 1975.  | 1982.  | 1990.  | 1999.  | 2006.  | 2011.  |
| ------ | ------ | ------ | ------ | ------ | ------ | ------ | ------ |
| 47.507 | 61.521 | 78.137 | 75.996 | 82.314 | 80.021 | 81.600 | 81.880 |